# Résolution 334 du Conseil de sécurité des Nations unies
Membres permanents
- Chine
- États-Unis
- France
- Royaume-Uni
- URSS

Membres non permanents
- Australie
- Autriche
- Guinée
- Indonésie
- Inde
- Kenya
- Panama
- Pérou
- Soudan
- Yougoslavie

Résolution no 333 Résolution no 335
La résolution 334 du Conseil de sécurité des Nations unies fut adoptée le 15 juin 1973. Après avoir réaffirmé les résolutions antérieures sur le sujet et pris note des récents développements encourageants, le Conseil a prolongé le détachement de la Force des Nations unies chargée du maintien de la paix à Chypre pour une nouvelle période prenant désormais fin le 15 décembre 1973. Le Conseil a également appelé les parties directement concernées à continuer d'agir avec la plus grande retenue et à coopérer pleinement avec la force de maintien de la paix.
La résolution a été adoptée par 14 voix contre zéro, la république populaire de Chine s'est abstenue.